# Joe Marsala
Joseph Francis Marsala (Chicago, 4 gennaio 1907 – Santa Barbara, 4 marzo 1978) è stato un compositore, clarinettista jazz italiano naturalizzato statunitense; suo fratello minore era il trombettista Marty Marsala ed era sposato con l'arpista jazz Adele Girard.

## Carriera musicale
È nato a Chicago, Illinois, Stati Uniti. Negli anni '20 Marsala suonava la chitarra nei club della sua città natale, Chicago, con Ben Pollack e Wingy Manone. Dopo essersi trasferito a New York, registrò e si esibì con Manone negli anni trenta. Come bandleader, ha lavorato con i batteristi Buddy Rich, Shelly Manne e Dave Tough, il chitarrista Eddie Condon, il pianista Joe Bushkin, il trombettista Max Kaminsky, suo fratello Marty Marsala e sua moglie, l'arpista jazz Adele Girard. Nel 1948 lasciò l'attività professionale ed entrò nell'editoria musicale.
Nel 1949 scrisse canzoni pop tradizionali, tra cui "Don’t Cry, Joe (Let Her Go, Let Her Go, Let Her Go)", che fu registrato da Frank Sinatra. La canzone portò gli amici a temere infondatamente che il suo matrimonio fosse finito quando in realtà il brano era stato scritto per i soldati che erano tornati a casa dalla seconda guerra mondiale per scoprire che le loro ragazze avevano sposato qualcun altro. Scrisse "And So to Sleep Again" con Sunny Skylar e fu registrato da Patti Page nel 1951.
Marsala insegnò il clarinetto a Bobby Gordon, figlio di Jack Gordon, che lavorava per la RCA Records. Divenne il mentore di Gordon e produsse i suoi dischi per la Decca, tra cui "Warm and Sentimental" e "Young Man’s Fancy". La Arbors Records pubblicò Bobby Gordon Plays Joe Marsala, Lower Register nel 2007 e The Bobby Gordon Quartet Featuring Adele Girard Marsala, Don’t Let It End, che comprendeva l'ultima sessione di Adele per la Arbors, nel 1992.
Secondo la moglie Marsala soffriva di un'allergia al nichel e aveva un'eruzione cutanea sulle mani a causa dei tasti nichelati del clarinetto. Soffriva anche di colite e per un certo periodo non poté bere alcolici. Sebbene suo fratello minore Marty fosse stato arruolato, Marsala era un candidato inaccettabile a causa delle rotture della cartilagine e dei legamenti del ginocchio. Lui e sua moglie si intrattennero negli Stati Uniti per l'United Service Organizations (USO) durante gli anni della guerra.
Marsala morì di cancro a Santa Barbara, California il 4 marzo 1978, all'età di 71 anni.